# 2 décembre 1974
Le lundi 2 décembre 1974 est le 336e jour de l'année 1974.

## Naissances
- François-Eudes Chanfrault (mort le 11 mars 2016), compositeur et musicien français
- Martyn Ashton, trialiste VTT professionnel britannique
- Sébastien de Montessus, homme d'affaires français
- Trude Gimle, skieuse alpine norvégienne
- Onandi Lowe, footballeur jamaïcain
- Dario Cioni, coureur cycliste italien
- Rachel Marsden, chroniqueuse politique canadienne
- Xavier Domènech, historien, activiste social et homme politique catalan
- Magali Rathier, nageuse synchronisée française
- Isabella Orsini, actrice italienne

## Décès
- Italo Gismondi (né le 12 août 1887), architecte et un archéologue italien
- Max Weber (né le 2 août 1897), homme politique suisse
- Sophie-Carmen Eckhardt-Gramatté (née le 24 décembre 1901), compositrice, pianiste, violoniste et pédagogue canadienne d'origine russe
- Paul Coze (né le 29 juillet 1903), peintre, illustrateur, ethnologue et écrivain français
- Phạm Duy Khiêm (né le 24 avril 1908), écrivain vietnamien et ambassadeur

## Autres événements
- Sortie en Suède du film Världens bästa Karlsson
- Jay Hammond devient le 5e gouverneur de l'Alaska à la suite de William Allen Egan
- Mission Soyouz 16 avec pour commandant : Anatoli Filiptchenko et ingénieur de vol : Nikolaï Roukavichnikov
- Dernière diffusion de l'émission Top à...
- George Ariyoshi devient le 3e gouverneur d'Hawaï